# Josh Weston (Maskenbildner)
Joshua Weston ist ein britischer Maskenbildner.

## Leben
Josh Westons Karriere begann 1997 als Laborassistent in der Make-up-Abteilung in Paul W. S. Andersons Film Event Horizon – Am Rande des Universums. Er wirkte an mehr als 60 Filmproduktionen mit und zeichnete meist für das prothetische Make-up verantwortlich. Er leitet seine eigene Firma für Film-Make-up, Prothesen und Skulpturen mit Sitz in Watford.
Für seine Arbeit an dem Film Poor Things erhielt er 2024 sowohl einen British Academy Film Award für die Beste Maske als auch einen Oscar für bestes Make-up und beste Frisuren. In beiden Fällen teilte er sich den Gewinn mit Nadia Stacey und Mark Coulier.

## Filmografie (Auswahl)
- 2006: Stormbreaker
- 2007: Die Gebrüder Weihnachtsmann (Fred Claus)
- 2007: Sweeney Todd – Der teuflische Barbier aus der Fleet Street (Sweeney Todd: The Demon Barber of Fleet Street)
- 2011: Harry Potter und die Heiligtümer des Todes – Teil 2 ( Harry Potter and the Deathly Hallows – Part 2)
- 2011: Pirates of the Caribbean – Fremde Gezeiten (Pirates of the Caribbean: On Stranger Tides)
- 2011: Captain America: The First Avenger
- 2011–2016: Game of Thrones (Fernsehserie, 28 Folgen)
- 2013: World War Z
- 2014: Dracula Untold
- 2014: Grand Budapest Hotel
- 2015: James Bond 007: Spectre
- 2016: Phantastische Tierwesen und wo sie zu finden sind (Fantastic Beasts and Where to Find Them)
- 2017: Die Mumie (The Mummy)
- 2018: Ready Player One
- 2018: Suspiria
- 2018: Bohemian Rhapsody
- 2018: Phantastische Tierwesen: Grindelwalds Verbrechen (Fantastic Beasts: The Crimes of Grindelwald)
- 2022: Elvis
- 2023: Poor Things
- 2023: The Witcher (Fernsehserie, 8 Folgen)
- 2024: Wicked